# Edward Mycielski-Trojanowski
Edward Mycielski-Trojanowski (ur. 7 maja 1878 w Poznaniu, zm. 27 listopada 1954 w Toruniu) – polski właściciel ziemski, podróżnik, działacz społeczny i gospodarczy.

## Życiorys
Był synem Michała hr. Mycielskiego i Heleny z Mikorskich. W wieku czterech lat został powierzony opiece Władysławowi Trojanowskiemu, właścicielowi dóbr Białebłota (dzisiejszy Aleksandrów Kujawski). W. Trojanowski zaproponował już pełnoletniemu E. Mycielskiemu adopcję. E. Mycielski akt adopcji zaakceptował i przyjął drugi człon nazwiska: Trojanowski. 
W 1895 r. ukończył trzyletnie studia rolnicze na Uniwersytecie w Lipsku. Mówił po niemiecku, francusku, rosyjsku i angielsku.
Jego pasją były podróże, myślistwo i literatura. Był również kolekcjonerem. Zgromadził duże zbiory trofeów myśliwskich i białej broni. Ozdobą dworu w Białychbłotach (dzisiaj teren Aleksandrowa Kujawskiego) była również zbrojownia. W jej skład wchodziła broń biała orientalna. W 1945 r., na skutek „akcji zabezpieczającej”, trofea myśliwskie trafiły do Muzeum Przyrodniczego Wydziału Biologii UMK, a część kolekcji broni białej znalazła się na wyposażeniu Muzeum Okręgowego w Toruniu. Zbiory te zostały odpowiednio zakonserwowane i stanowią ozdoby wartościowych wystaw.
Wspomnienia ze swoich wypraw publikował w czasopismach ogólnokrajowych i prasie lokalnej. Najobszerniejszym dziełem była książka pt. „Wyprawa myśliwska do krainy Massaï” wydana w 1911 r. nakładem wydawnictwa Gebethner i Wolff. Jest to wkład w popularyzowanie wiedzy o Afryce oraz w rozwój literatury myśliwskiej.
Swoje podróże rozpoczął w trakcie studiów w Lipsku. Celem tych pierwszych wycieczek były kraje niemieckojęzyczne, Francja oraz państwa basenu Morza Śródziemnego. W swoją najdłuższą wyprawę wyruszył na przełomie 1902 i 1903 r. Była to podróż dookoła świata. Ta, jak i wiele innych jego wypraw, zaczęła się od podróży pociągiem z Aleksandrowa przez Berlin do jednego z portów niemieckich. Dalej skierował się do Londynu. Następnie zaczynając od gór Atlasu w Afryce Północnej, trasa biegła przez Cejlon (obecnie Sri Lanka), następnie Japonię i w poprzek Ameryki do Nowego Jorku, a stamtąd do Plymouth w Wielkiej Brytanii, aby wreszcie przez Niemcy wrócić do Aleksandrowa.
Już w następnym roku udał się na pierwsze z czterech afrykańskich Safari. W trakcie licznych podróży poznał każdy port basenu Morza Śródziemnego. Był zafascynowany Egiptem, jego pamiątkami starożytności i dawną kulturą. Zwiedził ten kraj od krańców południowych aż po Aleksandrię. Specjalną uwagę poświęcił piramidom oraz dokonaniom botanicznym lorda Horatio Kitchenera na jednej z wysp Nilu, obecnie znanej jako Dżazirat an-Nabatat.
Wśród wielu podróży wyróżnić należy wyprawę z 1915 r. Celem ekspedycji nie było zwiedzanie dalekich krajów, lecz niesienie pomocy Polakom, obcym poddanym, deportowanym przez Rosjan na skutek trwających działań pierwszej wojny światowej. Efektem podjętej wyprawy ratunkowej była poprawa bytu uwięzionych jeńców, a po ich uwolnieniu udzielenie niezbędnego wsparcia. Wśród 68 osób, które odzyskały wolność z więzienia w Taszkencie, był Ferdynand Goetel, przyszły znany powieściopisarz, z którym utrzymywał kontakty nawet po 1945 r., gdy Goetel musiał przymusowo emigrować.
Wśród zaprzyjaźnionych podróżników był również Ferdynand Ossendowski, częsty gość w dworze w Białychbłotach. Licznym podróżom, którym oddawał się E. hr. Mycielski-Trojanowski aż do czasu wybuchu drugiej wojny światowej, towarzyszyła dodatkowo pasja fotograficzna. Swoje podróże utrwalił na setkach zdjęć, w tym wiele wykonał w technice stereoskopowej (3D w stylu retro).
Jako społecznik niósł pomoc mieszkańcom Aleksandrowa w trakcie pierwszej wojny światowej: przyczynił się do zorganizowania Komitetu Obywatelskiego, pomagał materialnie przydzielając najbardziej potrzebującym obszary gruntu pod własną produkcję roślinną. Jako właściciel dobrze zarządzanych dóbr wprowadził do obiegu papierowy pieniądz zastępczy. Było to tak poważne przedsięwzięcie, że w innych miejscowościach mógł je podjąć jedynie zarząd miejski. Wcześniej, jak i później, wspierał finansowo lub darowiznami nieruchomości niemalże wszystkie ważne inicjatywy społeczne mieszkańców Aleksandrowa: powstanie cmentarza rzymskokatolickiego, budowę kościoła i parafii w Aleksandrowie, powstanie straży ogniowej, powstanie szkoły, niezrealizowaną budowę nowego szpitala, funkcjonowanie ochronki. 
Dla mieszkańców ważne było wybudowanie nowoczesnej cegielni, która w okresie przedwojennym zatrudniała ok. 50 pracowników. Zarząd Dóbr Białebłota, którego był właścicielem, dawał również zatrudnienie w gospodarstwie rolnym. Najprawdopodobniej był największym przedwojennym pracodawcą Aleksandrowa.
Mimo wielu zasług w dziedzinie działalności społecznej, konsekwentnie unikał angażowania się w lokalne struktury władzy. Jedynym przykładem zinstytucjonalizowanej działalności publicznej była praca w szeregach Centralnego Komitetu Obywatelskiego i Rady Głównej Opiekuńczej w trakcie pierwszej wojny światowej. Kolejnie 8 sierpnia 1919 r. został mianowany przez Ministra Spraw Zagranicznych attaché honorowym przy Misji Polskiej w Azji Mniejszej. Funkcję tę pełnił do 19 maja 1921 r. Był również Prezesem Towarzystwa Wyzwoleńczego Polaków w Turkiestanie.
W trakcie istnienia w Aleksandrowie Kujawskim Obozu Internowania nr 6 dla żołnierzy Ukraińskiej Republiki Ludowej  (8 grudnia 1920 r. – wiosna 1922 r.) udzielał pomocy tam zatrzymanym, m.in. udostępnił ziemię pod istniejący do dzisiaj cmentarz ukraiński.
W 1939 r. E. hr. Mycielski-Trojanowski został usunięty ze swojego majątku przez Niemców, mimo to nadal mieszkał w Aleksandrowie. Po usunięciu hitlerowców przez wojska armii radzieckiej powstały komitet folwarczny wyrzucił właściciela z jego domu i pozbawił go majątku nieruchomego (domu i ziemi) i ruchomego. Nowe władze państwowe przejęły również cegielnię. E. Mycielski-Trojanowski został zmuszony do opuszczenia powiatu. Zamieszkał w Toruniu przy ul. Matejki. Zmarł 27 listopada 1954 r. w Toruniu. Został pochowany na cmentarzu św. Jerzego.
Z małżeństwa z Haliną Franciszką Kisielnicką herbu Topór (1896 – ?), córką Stanisława i Janiny  z Krzymuskich właścicieli dóbr Stawiski w pow. kolneńskim, pozostawił córkę Elżbietę ur. 29 X 1921 r. w Aleksandrowie Kuj. Na skutek działań wojennych we wrześniu 1939 r. znalazła się ona po rosyjskiej stronie okupacyjnej. Wywieziona na Ural, wstąpiła do Armii Andersa, po wojnie mieszkała w Londynie, zm. 3 IV 2010 r. pozostawiając córkę Teresę Sorokin.